# Richard Sears (tennista)
Richard Dudley Sears, detto Dick (Boston, 26 ottobre 1861 – Boston, 8 aprile 1943), è stato un tennista statunitense, mai sconfitto agli U.S. National Championships, il torneo precursore degli attuali US Open.

## Biografia
Sears conquistò consecutivamente le prime sette edizioni del torneo cioè dal 1881, quando ancora era uno studente di Harvard, al 1887, stabilendo sia il record di vittorie consecutive che detiene ancora oggi, sia il maggior numero di vittorie del torneo che divide con William Larned e Bill Tilden, anche se è da specificare che in questi anni il detentore del titolo aveva accesso diretto alla finale.
Il tennista statunitense ha così inanellato una serie di diciotto vittorie consecutive nell'arco di sette edizioni fino al 1887, anno del suo ritiro. Questa striscia positiva venne poi migliorata nel 1921 da Bill Tilden.
Inoltre durante le prime tre edizioni Sears non perse neanche un set.
Dal 1887 al 1888 è stato presidente della USTA (United States Tennis Association). Nel 1955 è stato introdotto nella International Tennis Hall of Fame, dove era già presente la cugina Eleonora Sears.

## Finali nei tornei del Grande Slam

### Vittorie
| Anno | Torneo                 | Avversario in finale   | Punteggio          |
| 1881 | U.S. Championships     | William E. Glyn        | 6–0, 6–3, 6–2      |
| 1882 | U.S. Championships (2) | Clarence Clark         | 6–1, 6–4, 6–0      |
| 1883 | U.S. Championships (3) | James Dwight           | 6–2, 6–0, 9–7      |
| 1884 | U.S. Championships (4) | Howard Taylor          | 6–0, 1–6, 6–0, 6–2 |
| 1885 | U.S. Championships (5) | Godfrey Brinley        | 6–3, 4–6, 6–0, 6–3 |
| 1886 | U.S. Championships (6) | R. Livingston Beeckman | 4–6, 6–1, 6–3, 6–4 |
| 1887 | U.S. Championships (7) | Henry Slocum           | 6–1, 6–3, 6–2      |